# Нью-Кент (округ, Вірджинія)
Шаблон:StateAbbr_ 37°31′ пн. ш. 77°00′ зх. д. / 37.51° пн. ш. 77° зх. д.
Округ  Нью-Кент (англ. New Kent County) — округ (графство) у штаті  Вірджинія, США. Ідентифікатор округу 51127.

## Демографія
За даними перепису 2000 року загальне населення округу становило 13462 осіб, усе сільське. Серед мешканців округу чоловіків було 6819, а жінок — 6643. В окрузі було 4925 домогосподарств, 3897 родин, які мешкали в 5203 будинках. Середній розмір родини становив 2,97.
Віковий розподіл населення поданий у таблиці:
| Стать    | До 15 років | 15-21 | 22-29 | 30-39 | 40-49 | 50-65 | 65-85 | Понад 85 |
| -------- | ----------- | ----- | ----- | ----- | ----- | ----- | ----- | -------- |
| Чоловіки | 1431        | 611   | 507   | 1170  | 1267  | 1251  | 547   | 35       |
| Жінки    | 1310        | 509   | 475   | 1136  | 1264  | 1263  | 623   | 63       |

## Суміжні округи
- Кінг-Вільям — північ
- Кінг-енд-Квін — північний схід
- Джеймс — південний схід
- Чарлз — південь
- Генрайко — південний захід
- Гановер — захід

## Виноски
1. ↑  US Decennial Census. US Census Bureau. Процитовано 4 січня 2014.
2. ↑  Historical Census Browser. University of Virginia Library. Архів оригіналу за 11 серпня 2012. Процитовано 4 січня 2014.
3. ↑  Population of Counties by Decennial Census: 1900 to 1990. US Census Bureau. Процитовано 4 січня 2014.
4. ↑  Census 2000 PHC-T-4. Ranking Tables for Counties: 1990 and 2000 (PDF). US Census Bureau. Процитовано 4 січня 2014.
5. ↑  State & County QuickFacts. Бюро перепису населення США. Архів оригіналу за 7 червня 2011. Процитовано 4 січня 2014.(англ.) Наведено за англійською вікіпедією.
6. ↑  American FactFinder. Бюро перепису населення США. Архів оригіналу за 26 лютого 2012. Процитовано 31 січня 2008.

| США | Це незавершена стаття з географії США. Ви можете допомогти проєкту, виправивши або дописавши її. |